# Solo en Berlín (novela)
Solo en Berlín es una novela de ficción histórica escrita por Hans Fallada, basada en hechos reales acaecidos en Berlín durante la Segunda Guerra Mundial, entre 1940 y 1943.
Fue publicada en su primera edición alemana en 1947 y está publicada en español por Maeva Ediciones en 2011. Ha sido adaptada al teatro y, en varias ocasiones a la pantalla (cine y televisión).

## El matrimonio Hampel
Como el propio autor declara en una nota escrita en octubre de 1946 para ser incluida en la edición de su obra: 

Los sucesos relatados en este libro reflejan a grandes rasgos los expedientes de la Gestapo sobre la actividad ilegal de un matrimonio de trabajadores berlineses durante los años 1940 a 1942.
Hans Fallada

Otto Hampel nació el 21 de junio de 1897 en Wehrau (actual Osiecznica), entonces parte del Imperio alemán y en la actualidad de Polonia. Luchó en la Primera Guerra Mundial. Entró a trabajar en la Siemens-Schuckert, una empresa de ingeniería eléctrica. En 1935 se casó con Elisa Lemme, nacida el 27 de octubre de 1903 en Stendal. Tras acabar los estudios elementarios trabajó como empleada doméstica. Se unió al NS-Frauenschaft (Asociación de Mujeres Nacionalsocialistas) en 1936, liderando un grupo hasta 1940, año en que murió su hermano en el frente francés.

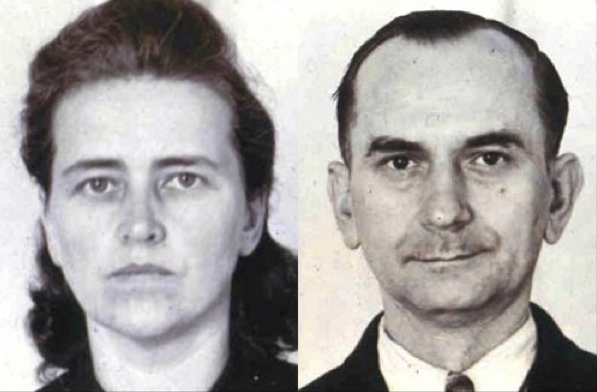
Elise y Otto Hampel.

Desde septiembre de 1940 hasta su arresto en octubre de 1942, este matrimonio se dedicó a escribir en tarjetas postales textos contra el régimen nazi incitando a la subversión. Luego, estas postales eran depositadas en las repisas de ventanas de escalera, en edificios concurridos. La intención era que estos mensajes, que Otto denominaba "prensa libre", pasaran de mano en mano, divulgándose así su contenido entre la población berlinesa. Pero este objetivo nunca se cumplió, pues la mayoría de esas postales fueron entregadas a las autoridades. «Más de 220 de esas postales y cartas se acumulan en la sede de la Gestapo»
La inexistencia de pistas fiables hizo que la investigación se alargara en el tiempo. Incluso fue vigilado y finalmente detenido un sospechoso que tras su interrogatorio quedó claramente demostrada su inocencia. Además, durante su detención la "entrega" de postales continuó.

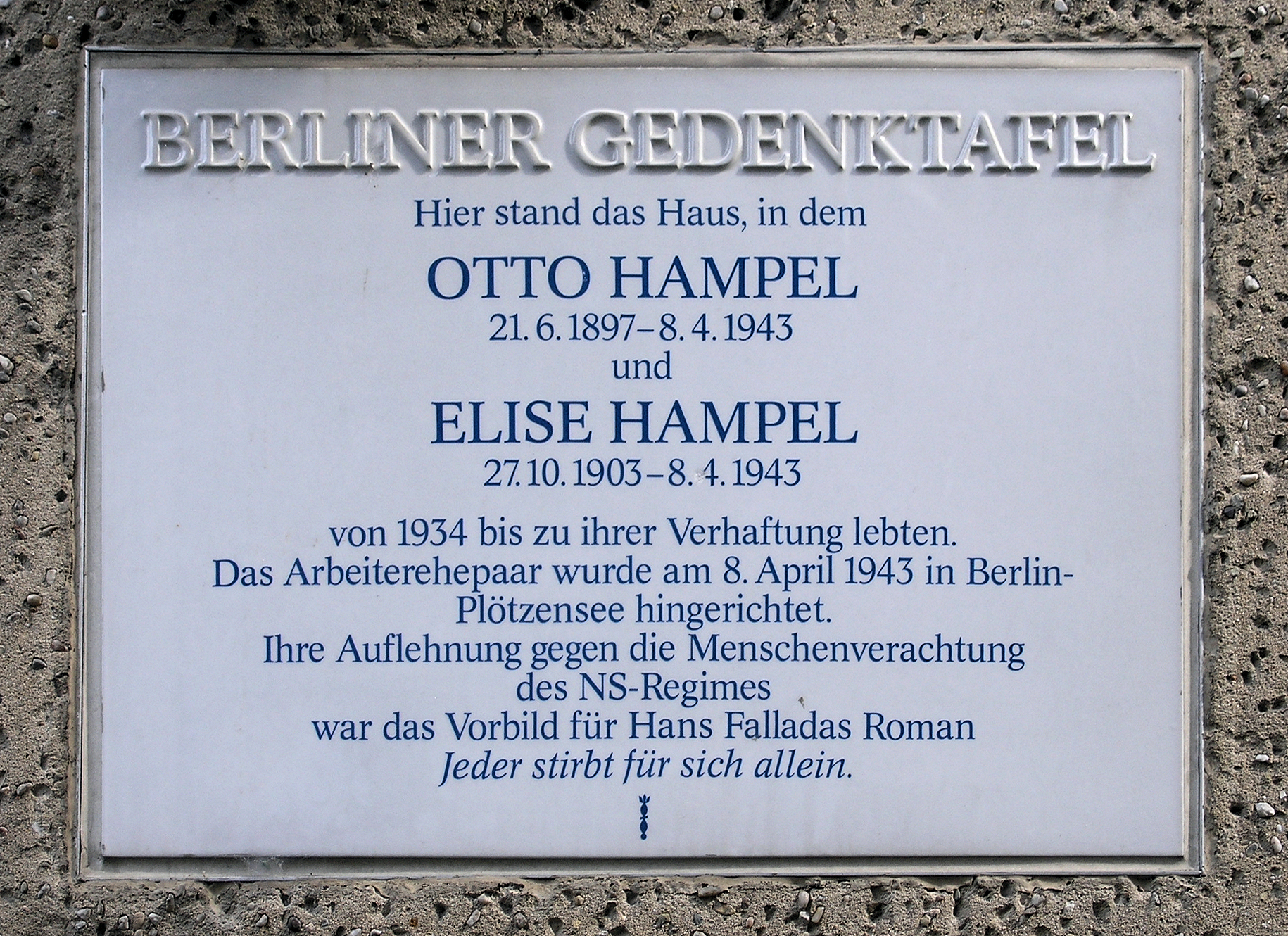
Placa en memoria de Elise y Otto Hampel

Dos percances fortuitos significaron el fin de la actividad del matrimonio Hampel. Mientras depositaba una postal, Otto fue visto por un hombre que, prueba en mano, lo denunció en la calle ante la policía. Otto y su mujer, quien le acompañaba en ese momento, negaron con firmeza y gran frialdad tales acusaciones. Las posteriores indagaciones realizadas sobre la persona de Otto donde trabajaba hicieron pensar a la Gestapo que realmente era inocente y que el acusador se había equivocado señalándolo a él.
Unos meses más tarde, en el centro de trabajo de Otto Hampel fue encontrada una postal que se le había caído inadvertidamente. Avisada la Gestapo, el hecho de que su nombre ya apareciera con anterioridad en el caso supuso el fin para Hampel. Además, durante el registro del domicilio del sospechoso se encontró una postal que se había empezado a redactar, inconclusa por alguna razón, y que había sido guardada y olvidada.
Finalmente fueron juzgados el 22 de enero de 1943 por la Sala Segunda del Tribunal Popular (Volksgerichtshof), acusados de "socavar la moral militar" (Wehrkraftzersetzung) y de "alta traición", y declarados culpables. Fueron decapitados en la prisión de Plötzensee de Berlín el 8 de abril de 1943.

## Argumento
Berlín, 1940. El matrimonio Quangel recibe una carta donde se le comunica la muerte de su único hijo en el frente francés. Otto Quangel decide llevar a cabo una peligrosa acción de rebeldía contra el régimen nazi: escribir en tarjetas postales mensajes difamatorios contra el Führer y todos los altos cargos del Partido y llamamientos a la sedición y al boicot en los centros de trabajo.
Estas postales, en un número máximo de tres semanales, son dejadas discretamente en edificios concurridos con la esperanza de que tengan el máximo número de lectores posibles. Pero el miedo siempre atenaza a quienes las encuentran y la gran mayoría son entregadas a las autoridades.
El comisario Escherich, de la Gestapo, dirige la investigación con paciencia. Cree que en algún momento el culpable cometerá algún error y será descubierto. Pero este método no es del agrado de su superior, quien le presiona para obtener resultados con mayor celeridad.
Enno Kluge, un sospechoso de colaborar con el culpable, será utilizado por el comisario para ganar tiempo mientras el número de postales sigue aumentando y acumulándose en las dependencias policiales.

## Personajes

### Otto Quangel
Casado con Anna. Carpintero de profesión, es jefe de taller de una fábrica de muebles que durante la guerra se dedica a producir cajas para armamento y ataúdes. Desencantado del régimen nazi, concibe la idea de las postales subversivas.

### Anna Quangel
Casada con Otto. Llega a reprochar a su marido la muerte de su único hijo, acaecida en el frente francés al principio de la guerra. Tras conocer la decisión de su cónyuge, le apoyará y le ayudará.

### Trudel Baumann (Trudel Hergesell)
Novia del hijo de los Quangel, pertenece a una recién creada célula comunista de breve duración. Más adelante se casará con un antiguo miembro de la misma y quedará embarazada. Se verá envuelta, sin querer, en el asunto de las tarjetas postales.

### Eva Kluge
Cartera del Estado. Casada con Enno, aunque no conviven. Sus dos hijos luchan en la guerra. El mayor, Karl, es sargento de las SS. Tras conocer alguna atrocidad cometida por este, decide abandonar el Partido, a pesar de las posibles represalias. Suspendida del servicio, se marcha a su pueblo para trabajar en el campo.

### Enno Kluge
Marido de Eva. Mujeriego y aficionado a las apuestas en las carreras de caballos. Siempre buscando la manera de no trabajar, en una visita al médico para conseguir la baja laboral se convierte en sospechoso del asunto de las tarjetas.

### Comisario Escherich
Encargado del caso, confía en su resolución con el tiempo. Enfrentado por ello con su superior, cae en desgracia y es encerrado en una celda.

### Emil Barkhausen
Confidente de la policía y vecino de los Quangel. Vive de la extorsión y del robo. En uno de sus turbios asuntos pide colaboración a Enno Kluge.

### Los Persicke
Familia vecina de los Quangel. El padre, un antiguo tabernero y gran aficionado a la bebida, tiene cargos en el Partido. El hijo mayor, Baldur, es miembro de las Juventudes Hitlerianas. Ambicioso y con una gran aptitud para el liderazgo, se aprovecha del poder que tiene para hacer su voluntad y medrar.

## Génesis creativa de la obra
A comienzos de septiembre de 1945, Rudolph Ditzen (Hans Fallada) se traslada a Berlín. Fallada colabora con su amigo Johannes R. Becher, poeta y futuro ministro de cultura, quien era cofundador y presidente de la "Liga Cultural para la Renovación Democrática de Alemania", en la editorial Aufbau, fundada por la Liga en 1945. La Liga Cultural había conseguido los expedientes procesales de opositores ejecutados y buscaba autores que escribiesen sobre el tema. A manos de Fallada llega el correspondiente al matrimonio Hampel.
Fallada escribe y publica un ensayo en el número 3 (noviembre de 1945) de la revista Aufbau: «Sobre la resistencia, que sí existió, de los alemanes contra el terror de Hitler».
En él habla de los acontecimientos ocurridos en la realidad con diversos añadidos propios y oculta los nombres verdaderos de los protagonistas tras los que llevarán los personajes de la novela (Hampel-Quangel).

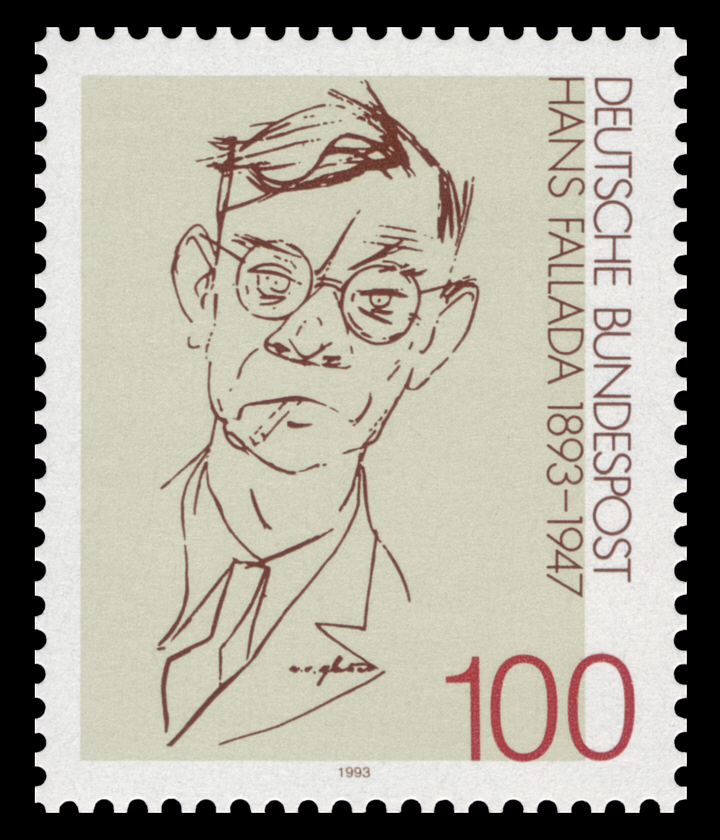
Sello conmemorativo del centenario del nacimiento de Hans Fallada

Fallada, que no dispone del expediente completo, se ve atraído por la desigual lucha entre el matrimonio y el aparato del Estado: "el elefante se siente amenazado por el ratón". Al final del texto deja bien claro que escribirá un libro sobre el tema: «Yo, el autor de una novela todavía por escribir, confío en que su lucha, su sufrimiento, su muerte no hayan sido del todo en vano».
La editorial Aufbau y el autor habían firmado un contrato para ese proyecto, que entonces llevaba como título provisional ¡En nombre del pueblo alemán! (Alto secreto). Como título alternativo se pensó en Solo en Berlín. Pero la escritura del libro se fue postergando y el proyecto le fue desilusionando al autor, quien, sin embargo, comienza a escribir otra obra: Der Alpdruck (La pesadilla). Tras concluir la escritura de esta obra, retoma en octubre de 1946 la del caso Hampel, pues en la adaptación de la obra estaba interesada la productora cinematográfica DEFA (aunque finalmente no llegara a filmar la novela).
Durante el mes de noviembre fue enviando a la editorial, en diversas entregas, la obra. Cambia también el título, eligiendo el definitivo del original en alemán. En menos de un mes ya había concluido la novela: 866 páginas mecanografiadas.

## Adaptaciones a la pantalla
La primera adaptación fue la película para la televisión alemana Jeder stirbt für sich allein (1962, Falk Harnack).
En 1970, Hans-Joachim Kasprzik dirigió una serie en tres episodios para la DEFA.
Alfred Vohrer dirigió en 1975 Jeder stirbt für sich allein, película lanzada al año siguiente en inglés con el título Everyone Dies Alone.
En 2004, se produjo una serie en tres partes para la televisión de la República Checa. 
En febrero de 2013, la cadena francesa France 3 emitió un documental sobre el tema, realizado por Michäel Gaumnitz y titulado Seuls contre Hitler.
En 2016, se estrenó una coproducción germano-franco-británica dirigida por Vincent Pérez e interpretada por Daniel Brühl, Emma Thompson y Brendan Gleeson, titulada Alone in Berlin.